# Dischidiopsis copelandii
Dischidiopsis copelandii là một loài thực vật có hoa trong họ La bố ma. Loài này được Friedrich Richard Rudolf Schlechter mô tả khoa học đầu tiên năm 1906 dưới danh pháp Conchophyllum copelandii. Năm 1915 ông chuyển nó sang chi Dischidiopsis.
Loài này tìm thấy trên đảo Mindanao.